# Hervé Vilard
René Villard (París; 24 de julio de 1946), más conocido por su seudónimo Hervé Vilard, es un cantautor francés. Destacó internacionalmente con su éxito más conocido, la canción «Capri c'est fini» (en español: «Capri se acabó»).

## Biografía breve
Hijo de una humilde vendedora de violetas y partituras de nombre Blanche (originaria de Dordogne) y que trabajaba a las afueras del Théâtre des Variétés, René Paul Hervé Villard nació en París el 24 de julio de 1946, dentro de un taxi que se dirigía hacia el Hospital Saint Antoine. A raíz de la denuncia de una vecina, le es retirada la custodia a su madre bajo orden judicial y es enviado, a la edad de seis años, al orfanato Saint Vincent de Paul, ubicado en París, donde separado de su familia intentaría escaparse varias veces.
Conocería así a siete familias que le brindarían refugio y apoyo —guardó gratos recuerdos de su primera «madre adoptiva»—; sin embargo es a la edad de 11 años cuando en 1957 conoce a quien sería su padre espiritual: el abad Angrand, cura del condado de Berry (tierra natal de George Sand). La influencia del abad en René será decisiva en el futuro del cantante, dado la esmerada educación que le otorga además del alto sentido humano y espiritual que logra imbuir en él[cita requerida] —Angrand le insiste rezar siempre por su madre—. A los trece años Hervé logra obtener su certificado de estudios. Pero a los 14 decide que la música es su futuro —fue un apasionado radioyente—. A pesar de ello, el abad diría:

"Lo quise como nunca quise a algún niño del mundo y lo vi crecer.
Tenía una sonrisa encantadora y no sé por qué siempre venía a mí
buscando quizá consuelo y ánimo."

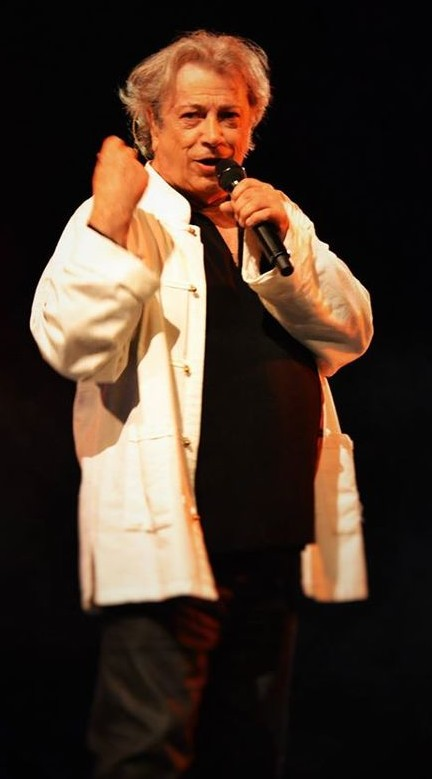
Hervé Vilard en 2016.

Aconsejado por Angrand, Hervé sale a París en busca de empleo, que consiguió en un bar. Conoció a Daniel Cordier quien también ejerce influencia en él, el camino se ha iniciado. Trabajó también como vendedor de discos. No es sino hacia mediados de los sesenta que conoce personalmente a la gran cantante Dalida quien lo amadrina y lo lleva de la mano a convertirse en estrella de la música francesa. Al mismo tiempo adopta el nombre artístico con que se le conoció.

## Vida personal
Gracias al éxito de Capri c'est fini, compró un estudio en la Avenida de los Campos Elíseos, junto al Lido de París, donde recibía a bailarines. Antoine y Les Charlots viven en el mismo edificio.
En 1967, cuando Jacques Chancel le preguntó si tenía novia, respondió "Mi novia se llama Robert", convirtiéndose así en el primer cantante francés en salir del armario ante los medios: es bisexual.
Durante su visita a Latinoamérica conoce a una joven de 27 años, Consuela, hija de profesores. Relata en el tercer volumen de sus Memorias que ella murió en un accidente de coche, embarazada de él. Le dedicó la canción Pour toi ce n'tait rien, que cantó todos los años en el Olympia de 1979 a 1985.
Durante los años 1960, encontró a su madre a través de periodistas, quienes aprovecharon para inmortalizar el momento y revender las fotografías. Luego vivió con ella durante cuatro años. Alcohólica y enferma de Alzheimer, murió en 1981. Luego se trasladó a vivir en la Avenida Pierre-Ier-de-Serbie, en el XVI Distrito de París.
Conoció a una bailarina y cantante de lido, Kim Harlow (nombre real Alexandra Giraud), pero ella murió de un tumor cerebral el 29 de noviembre de 1992.
Se mudó a La Celette en 1989, donde compró y restauró el presbiterio del abad Anthony Angrand para convertirlo en su casa principal. Vendió esta propiedad en 2016 para instalarse en París, en el Barrio Latino.
Marguerite Duras era una gran admiradora de Hervé Vilard. Le confió a Libération: "Le gustaban las canciones completamente desconocidas. Con cada disco me enviaba una notita diciéndome que prefería esto y aquello, con mucha delicadeza y picardía". Como nunca le gustó mucho la ola Yeyé, era muy amigo de Michèle Torr, Dalida, Nicoletta, Alice Dona y Christophe.

## «Capri c'est fini»
Vagando por el metro de París, Herve se encontró con un póster publicitario de Capri, que lo inspiró para escribir su canción inmortal. Rápidamente el tema logró colocarse en las listas de popularidad de Francia, partiendo posteriormente en gira artística al lado de Salvatore Adamo. Ya para 1966 la canción rebasó las fronteras del idioma y se convierte en un hit internacional, junto con el tema «Aline» de su coterráneo el cantante Christophe. El éxito lo lleva a México y a Río de Janeiro (allí conoce al gigante francés Maurice Chevalier en 1968). Durante este tiempo aprende y perfecciona su español, llegando a grabar cerca de 33 LP que lo consagran en el mundo de la música hispanoparlante.

## El reencuentro con su madre
Ya consagrado como cantante Hervé y transcurridos 20 años, debido al interés particular de un periodista, Jean Dolí, quien al conocer su historia, se dio a la tarea de localizar a la madre de Villard, todo el equipo del diario France Dimanche organizó el encuentro, efectuándose después de una gira por Verdún. Vivió cuatro años con ella, no logrando establecer un vínculo firme; sin embargo siempre se mantuvo pendiente de ella. Blanche finalmente moriría en 1981.

## Discografía
- Simplement (2002)
- Cri du Cœur (2004)
- Tout Simplement (1997)
- L'amour défendu (1990)
- Le vin de Corse (1986)
- Ensemble (1983)
- Olympia 1982 (1982)
- Olympia 1981 (1981)
- Je l'aime tant (1981)
- Olympia 1980 (1980)
- J'm'en balance (1979)
- Nous (1979)
- Rêveries (1977)
- Champagne (1976)
- Fais-la rire (1969)
- Capri, c'est fini (1965)